# Brevicollus tuberatus
Brevicollus tuberatus är en sjöpungsart som beskrevs av Kott 1990. Brevicollus tuberatus ingår i släktet Brevicollus och familjen Polycitoridae. Inga underarter finns listade.